# Cinta Larga
Die Cinta Larga, auch Cinturão Largo, Cinta-Larga, Plural Cintas Largas, sind ein indigenes Volk im Amazonasgebiet. Sie leben im Nordosten Mato Grossos und in Rondônia. Die zahlenmäßig kleine Ethnie (2014: 1954) spricht einen Tupí-Dialekt, das Tupí Mondé.
Der Name kommt aus dem Portugiesischen und bedeutet so viel wie „breiter Gürtel“. Grund für diese Bezeichnung sind große Schärpen, die die Stammesmitglieder traditionell trugen.
Berühmtheit erlangte das Volk unter anderem durch die Roosevelt-Rondon-Expedition, die durch das traditionelle Stammesgebiet der Cinta Larga führte. Obgleich es nie zu einem Kontakt zwischen der Ethnie und Rondons Expedition kam, beschattete der Stamm die Expedition entlang des Rio Roosevelt und bedeutete so eine stete Gefahr für die ohnedies schwer in Mitleidenschaft gezogene Crew.
Zwischen den 1920er und 1960er Jahren litt das Volk besonders unter dem Kautschukboom, der zu vielen Übergriffen führte. Der bekannteste Vorfall ist das „Massaker vom 11. Breitengrad“ 1963 im Quellgebiet des Aripuanã-Flusses. Der Vorsitzende des Unternehmens Arruda, Junqueir & Co. Antonio Mascarenhas Junqueira plante das Massaker, da er die Indigenen bei der Ernte des Kautschuks in diesem Gebiet als störend empfand. Aus einem kleinen Flugzeug warfen die Attentäter Sprengstoff auf das Dorf der Cinta Larga, später kamen sie noch zu Fuß, um weitere zu töten. Insgesamt gab es dreißig Tote. 1975 wurde ein Täter zu zehn Jahren Haft verurteilt, nach einem Jahr jedoch wieder begnadigt, obwohl er keine Reue zeigte.
2004 wurde der Stamm für die Tötung von 29 Diamantensuchern verantwortlich gemacht, die auf dem Stammesgebiet ohne Erlaubnis nach Diamanten gruben. Die brasilianische Regierung bewilligte eine Förderung in der Höhe von 810.000 $ im Austausch für das Versprechen, dass die Cinta Larga das Morden und den Diamantenabbau einstellen würden. Die Förderung lief 2007 aus, der Stamm hat die Wiedereröffnung der Diamantenmine angekündigt.